# Anh Duong
Anh Duong, née le 25 octobre 1960 à Bordeaux, est une peintre, sculptrice, actrice et modèle française.

## Biographie
Anh Duong est née de mère espagnole et de père vietnamien. Après des études d'architecture à l'école des Beaux-arts à Paris, elle entre à l'académie de danse Franchetti. En 1983, elle devient modèle, notamment pour Christian Lacroix et John Galliano. Elle s'installe à New York en 1988 où elle rencontre Julian Schnabel. Celui-ci l'initie à la peinture. Anh Duong se spécialise dans les autoportraits. Dans les années 1990, elle joue dans divers films de Laetitia Masson, Arne Glimcher, Martin Brest, P. J. Hogan, etc.
La Galerie Jérôme de Noirmont à Paris organise deux expositions de ses autoportraits en 1999 et 2001. À partir de 2003, elle se lance dans la sculpture.

## Filmographie

### Cinéma
- 1983 : L'Esprit de contradiction de Philippe Le Guay (court métrage) : la femme sur le quai
- 1992 : Les Mambo Kings (The Mambo Kings) d'Arne Glimcher : Ismelda Perez
- 1992 : Le Temps d'un week-end (Scent of a Woman) de Martin Brest : Sofia
- 1996 : I Shot Andy Warhol de Mary Harron : Comtesse de Courcy
- 1997 : Le Mariage de mon meilleur ami (My Best Friend's Wedding) de Paul J. Hogan : convive au dîner
- 1998 : High Art de Lisa Cholodenko : Dominique
- 1998 : À vendre (For Sale) de Laetitia Masson : la peintre américaine
- 2000 : Love me de Laetitia Masson : Gloria
- 2014 : Appropriate Behavior de Desiree Akhavan : Nasrin
- 2014 : Welcome to New York d'Abel Ferrara : Livia
- 2014 : GHB de Laetitia Masson : La femme riche
- 2015 : Creative Control de Benjamin Dickinson : Rebecca
- 2017 : Liaisons à New York (The Only Living Boy in New York) de Marc Webb : Barbara
- 2019 : Uncut Gems de Joshua et Ben Safdie : Anne (non créditée)
- 2019 : Fit Model de Myna Joseph (court métrage) : Ann
- 2024 : La Chambre d'à côté (The Room Next Door) de Pedro Almodovar : Anh

### Clip
- 1986 : C'est la ouate de Caroline Loeb, réalisé par Philippe Gautier : danseuse

## Mode
Elle a créé une robe-tableau, Penser contre soi ou l'Envers d'un jardin, pour la première Collection Couture Automne/Hiver 2000 de Jean-Charles de Castelbajac.